# بوسیلیتسا
بوسیلیتسا (به بلغاری: Bosilitsa) یک منطقهٔ مسکونی در بلغارستان است که در شهرستان چرنوچن واقع شده‌است.
 بوسیلیتسا  ۱۵ نفر جمعیت دارد.